# 保羅·克雷斯頓
保羅·克雷斯頓（英語：Paul Creston，1906年10月10日—1985年8月24日）是一名意大利裔美國古典音樂作曲家、风琴演奏家。本名为朱塞佩·古托维乔（Giuseppe Guttoveggio）。

## 生平
保羅·克雷斯頓15岁从高中退学，通过风琴自学作曲，发表的作品《Five Dances for piano》得到了亨利·考埃尔的认可。1938年获得古根海姆奖学金（Guggenheim Fellowships），1940年的作品《Symphony No. 1》获得纽约电影评论家协会奖。1960年当选美国作曲家、作家和发行商协会会长。
保羅·克雷斯頓還是一位著名的老師，其學生包括作曲家歐文·斯瓦克，約翰·科里利亞諾，埃利奧特·施瓦茨，弗蘭克·費利斯，查爾斯·羅蘭·貝瑞；手風琴演奏家及作曲家William Schimmel；以及爵士音樂家Rusty Dedrick和查理·克納。保羅·克雷斯頓撰寫了理論書籍《節奏律》（1964年）和《理性度量表示法》（1979年）。 在1968年至1975年期間，保羅·克雷斯頓在中央華盛頓州立大學任教。
保羅·克雷斯頓在1985年死於加利福尼亞洲聖地亞哥郊區的波威。

## 創作生涯
保羅·克雷斯頓的作品風格趨於保守，並帶有強烈的節奏感。他的作品包括六首交響曲、十五首協奏曲。保羅·克雷斯頓在1935年及1939年創作了一首組曲及奏鳴曲給塞西爾·里森（馬可·西科內在2008年為保羅·克雷斯頓的奏鳴曲重新編排給色士風和管弦樂團演奏）；他的一些作品受到沃爾特·惠特曼的詩歌所啟發。

## 著名作品
- 兩首小提琴協奏曲
- 一首馬林巴琴協奏曲[2]
- 一首色士風協奏曲[3]
- 一首鋼琴協奏曲
- 一首雙鋼琴協奏曲
- 一首手風琴協奏曲
- 一首長號幻想曲（為羅伯特·馬斯特勒創作並由羅伯特·馬斯特勒首演）
- 一首色士風狂想曲
- 一套管風琴的組曲